# Euphorbia berotica
Euphorbia berotica är en törelväxtart som beskrevs av Nicholas Edward Brown. Euphorbia berotica ingår i släktet törlar, och familjen törelväxter. Inga underarter finns listade i Catalogue of Life.